# Guntramshügl
Guntramshügl (häufiger: Guntramshügel) ist ein Gemeindeteil der Großen Kreisstadt Traunstein im oberbayerischen Landkreis Traunstein. Das Dorf in der Gemarkung Wolkersdorf liegt ca. eineindrittel Kilometer westlich des Zentrums von Traunstein.

## Namensherkunft
Der Name der sich nordöstlich anschließenden Anhöhe Guntramshügel stammt vermutlich von einem früheren Grundbesitzer mit dem germanischen Personennamen Gundram (gund = Kampf, ram = Rabe). Der Name des Guntramshügels wurde dann später auf den Ort übertragen.

## Geschichte
Die Besiedelung im Bereich von Guntramshügl begann erst in der Mitte des 19. Jahrhunderts, als dort 1861 ein Haus mit Stallung, der spätere Lechnerhof, errichtet wurde.
Dieses Anwesen wird 1888 als Einöde mit vier Einwohnern und dem Namen Gundersbichl in den Amtlichen Ortsverzeichnissen für Bayern mit den Volkszählungsdaten von 1885 erwähnt.
Erst in der Ausgabe von 1952 mit den Volkszählungsdaten von 1950 wird der Name Guntramshügl dann erstmals aufgeführt, damals als Weiler mit 41 Einwohnern in neun Wohngebäuden.
Ab 1927 entstanden dann die ersten Häuser der heutigen Siedlung zwischen der heutigen Max-Fürst-Straße und der Traunstorfer Straße. Der Lechnerhof wurde 1977 abgerissen. An seiner Stelle stehen heute Wohnblöcke.
Der Gemeindeteil wurde im Zuge der Gemeindegebietsreform als Teil der Gemeinde Wolkersdorf am 1. Mai 1978 nach Traunstein umgegliedert und ist mittlerweile mit Traunstein (Neu-Traunstein) zusammengewachsen. Er hatte am 27. Mai 1970 112 Einwohner. In der Ausgabe der Amtlichen Ortsverzeichnisse für Bayern von 1987 gilt Guntramshügl bereits als mit Traunstein verbunden.

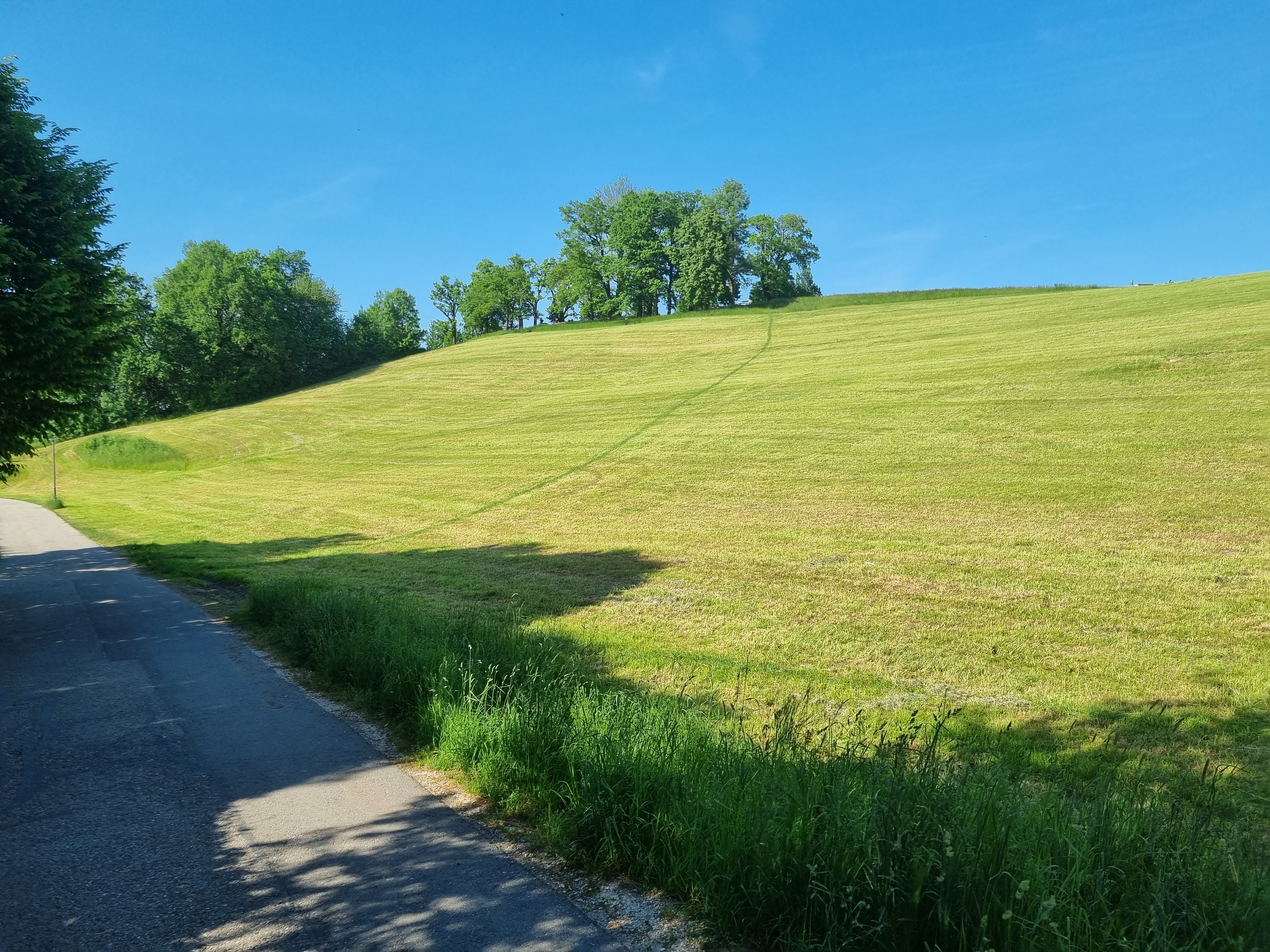
Der namensgebende Hügel
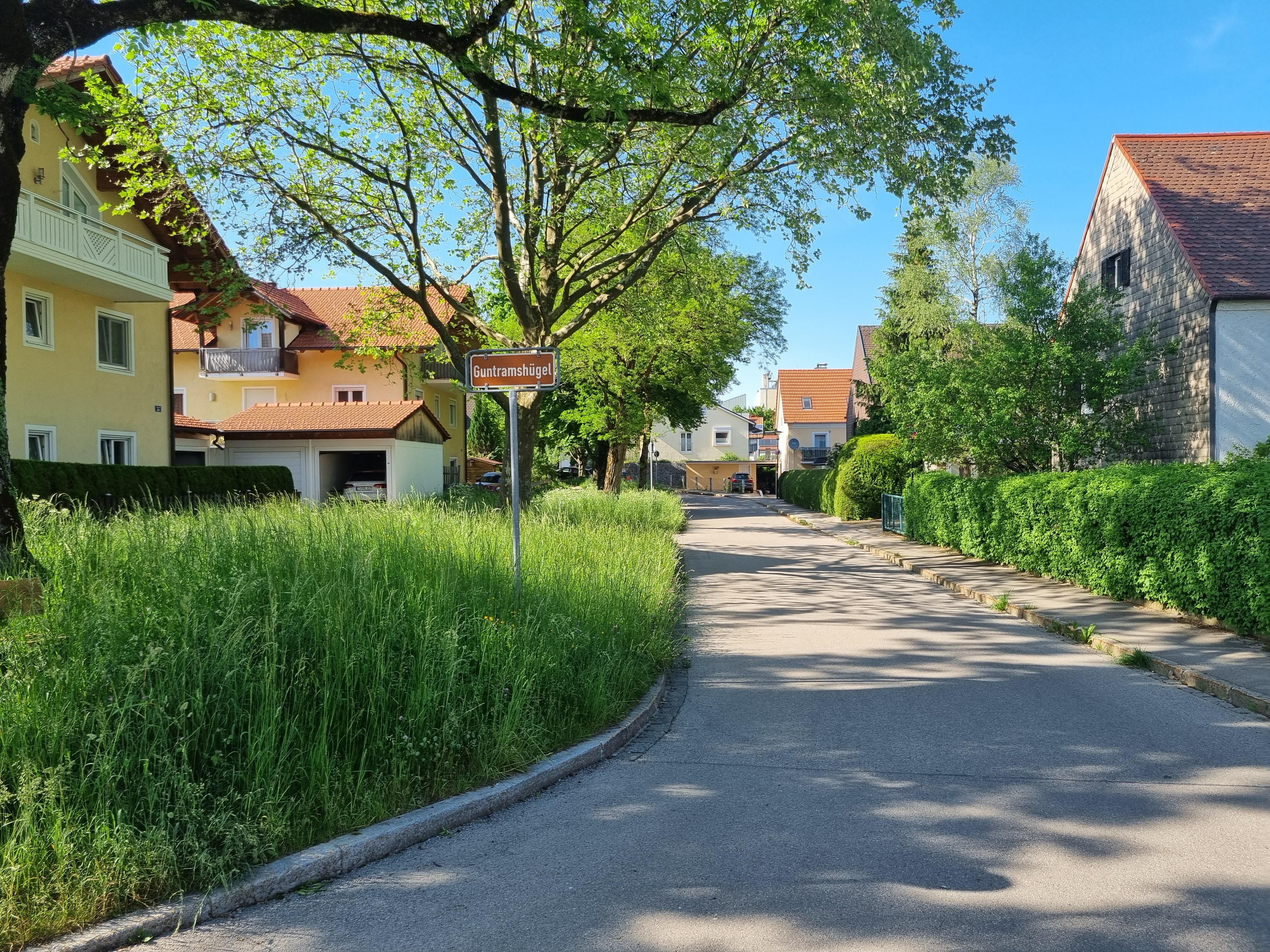
Die Ortstafel von Guntramshügl
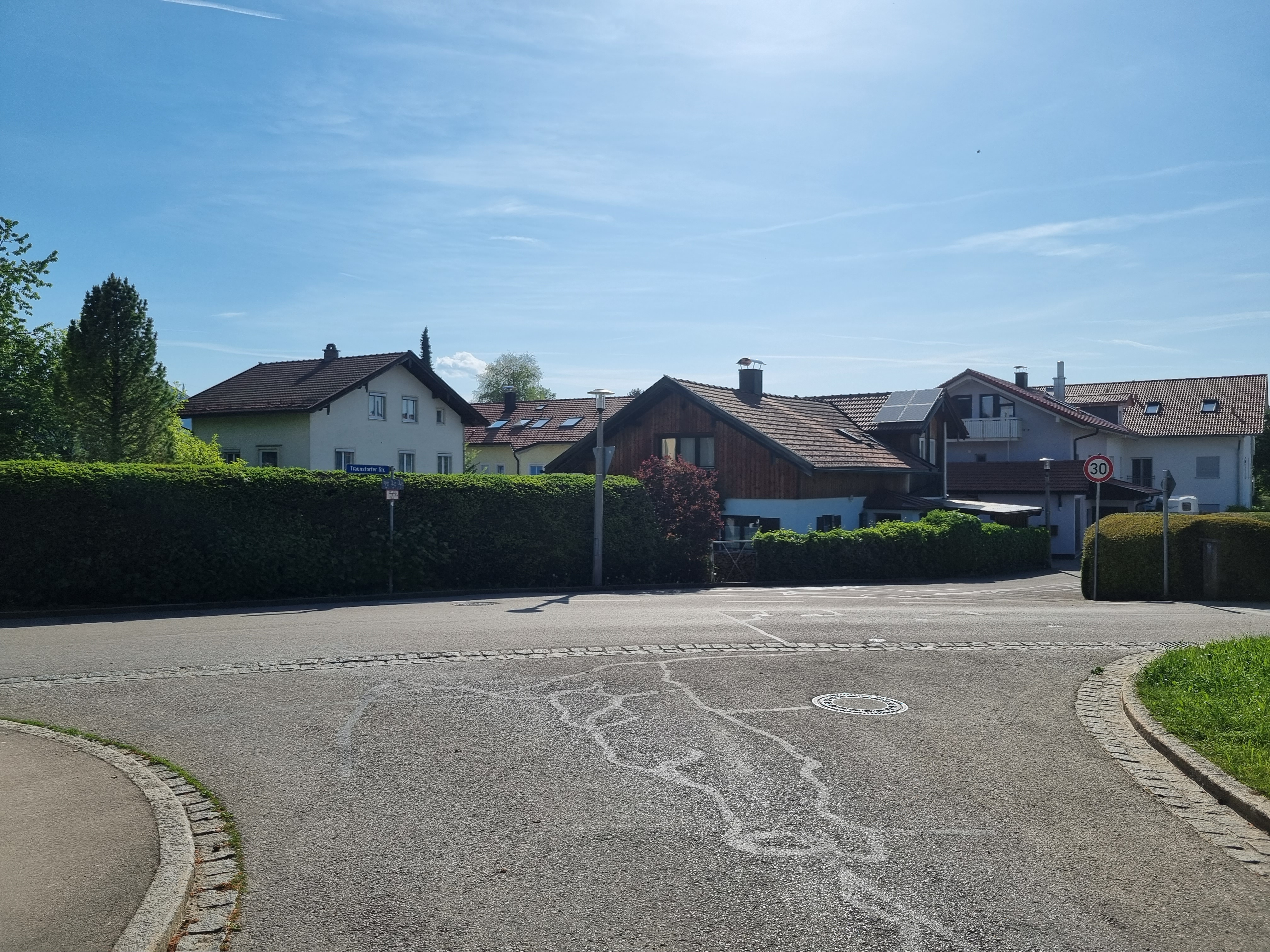
Hier entstanden die ersten Häuser der heutigen Siedlung (bis auf das linke wurden bereits alle ersetzt)
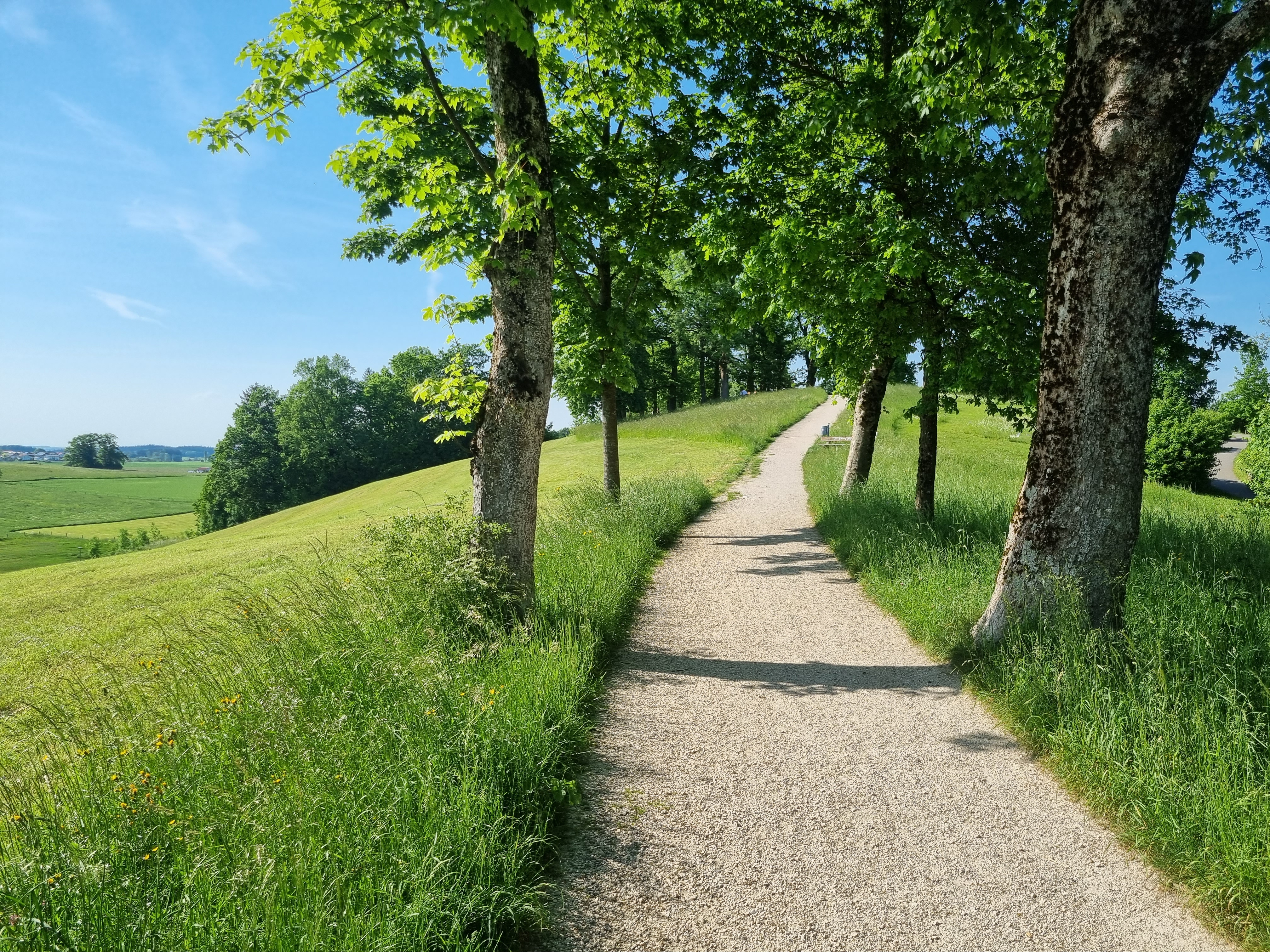
Der Fußweg über den Guntramshügel